# Adam Robiński
Adam Robiński (ur. 1982) – autor książek i dziennikarz. Związany m.in. z „Życiem Warszawy”, „Rzeczpospolitą”, „National Geographic Polska”, „Tygodnikiem Powszechnym” i miesięcznikiem „Pismo”. Certyfikowany przewodnik po Kampinoskim Parku Narodowym.

## Odznaczenia
- Odznaka Honorowa za Zasługi dla Ochrony Środowiska i Klimatu – 2025[2]

## Dzieła
- Hajstry. Krajobraz bocznych dróg, Wydawnictwo Czarne 2017, ISBN 978-83-8049-583-8 (tytuł Podróżniczej Książki Roku w konkursie Travelery 2018[3] oraz Nagroda Magellana 2018[4], nominowana m.in. do Nagrody Literackiej m.st. Warszawy oraz nagród Conrada i Gombrowicza).
- Kiczery. Podróż przez Bieszczady, Wydawnictwo Czarne 2019, ISBN 978-83-8049-944-7 (Grand Prix Festiwalu Górskiego w Lądku Zdroju w 2020 roku i nagroda publiczności tego festiwalu)[5].
- Pałace na wodzie. Tropem polskich bobrów, Wydawnictwo Czarne 2022, ISBN 978-83-8191-446-8 (Nagroda Planeta Festiwalu Izabelińskie Spotkania z Książką[6]).
- Puszcza domowa. Co kryje Kampinos, Wydawnictwo Czarne 2024, ISBN 978-83-8191-904-3[7].